# Okręty podwodne projektu 627A
Okręty podwodne projektu 627A (w kodzie NATO: November) – pierwszy typ radzieckich seryjnych okrętów podwodnych z napędem atomowym. Okręty projektu 627A stanowiły zmodyfikowaną konstrukcję pierwszego radzieckiego okrętu podwodnego z napędem atomowym, zbudowanego w jednym egzemplarzu K-3 „Leninskij Komsomoł” projektu 627.

## Geneza

### Radziecki program jądrowy
Początki radzieckiego zainteresowania materiałami radioaktywnymi sięgają pierwszej dekady XX wieku, kiedy Władimir Wiernadski prowadził prace nad odkryciem pokładów radioaktywnych minerałów w Azji Centralnej i Syberii. Prace w programie jądrowym sięgają zaś roku 1932, kiedy radzieccy naukowcy – z udziałem m.in. Igora Kurczatowa –
rozpoczęli prace z tej dziedziny. Jednak dopiero w roku 1939 lub 1940 – po odkryciu przez Otto Hahna i Fritza Straßmanna zjawiska rozszczepienia jądra atomowego – przy Akademii Nauk ZSRR utworzony został komitet, którego zadaniem było opracowanie „problemu uranu”, w tym poznanie potencjalnych rezultatów rozszczepienia jądra atomowego. Zadaniem komisji było uruchomienie programu badawczego w zakresie rozszczepienia jądra, separacji izotopów uranu i samo podtrzymującej się reakcji nuklearnej.
Pod koniec 1940 roku Departament Naukowy i Wywiadu Technicznego NKWD, rozpoczął działania zmierzające do pozyskania rezultatów badań jądrowych prowadzonych w Wielkiej Brytanii, Francji oraz w Niemczech. Po niemieckiej agresji na ZSRR w 1941 roku, główne radzieckie instytuty jądrowe z Leningradu i Charkowa zostały ewakuowane na wschód. Do października 1941 roku NKWD udało się posiąść kopię co najmniej jednego z dwóch raportów brytyjskiego Komitetu Maud analizującego możliwości militarnego wykorzystania energii jądrowej i rekomendującego zainicjowanie programu broni jądrowej. Działania wojenne w ZSRR spowodowały jednak, że radzieccy naukowcy zostali zaangażowani w wysiłek wojenny na innych polach. Dopiero na przełomie lat 1942–1943, doniesienia wywiadu zagranicznego spowodowały wznowienie radzieckich prac nad programem jądrowym. Na początku 1943 roku, szef radzieckiego wywiadu Ławrientij Beria przedstawił Józefowi Stalinowi meldunek, w którym zarekomendował przedstawienie radzieckim naukowcom danych wywiadowczych i rozpoczęcie radzieckiego programu broni jądrowej.

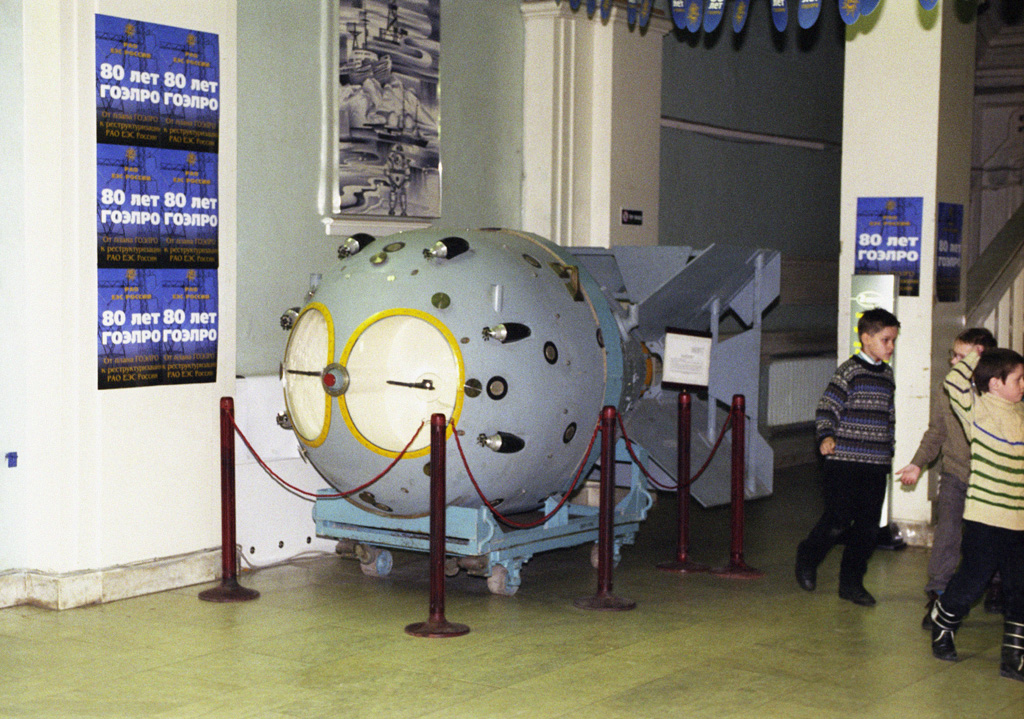
Kopia pierwszej radzieckiej bomby atomowej RDS-1.

11 lutego 1943 roku Państwowy Komitet Obrony podjął decyzję o rozpoczęciu prac badawczo-rozwojowych nad energią nuklearną i utworzeniu w tym celu Laboratorium Nr 2. Szefem laboratorium został mianowany Igor Kurczatow, na poziomie zaś Politbiura, odpowiedzialnym za program został Wiaczesław Mołotow.
Wiosną 1943 roku Kurczatow przedstawił raport ze swojej analizy danych wywiadowczych NKWD, z których wynikała kluczowa rola plutonu jako podstawy broni jądrowej, w efekcie czego w ZSRR podjęto prace nad budową infrastruktury niezbędnej do produkcji tego pierwiastka. Nowego impetu radzieckiemu programowi jądrowemu nadał amerykański test nuklearny z 16 lipca 1945 roku oraz przeprowadzone krótko potem ataki atomowe na Hiroszimę i Nagasaki. 20 sierpnia 1945 roku utworzony został Specjalny Komitet ds. Jądrowych, którego przewodniczącym został Beria, sprawujący odtąd całkowity nadzór nad programem. Na podstawie zarządzenia nr 2227-567 Rady Komisarzy Ludowych z 29 sierpnia 1945 roku utworzono Pierwszy Główny Dyrektoriat (Pierwoje Gławnoje Uprawlienie – PGU), którego zadaniem było kierowanie programem, w którego prowadzenie zaangażowanych zostało wiele instytutów naukowych z wiodącą rolą Laboratorium Nr 2.
26 lutego 1949 roku wyprodukowano pierwszą partię plutonu, który został natychmiast przetransportowany do zakładu chemiczno-metalurgicznego w Czelabińsku-40, gdzie przetworzono go do postaci metalu i nadano mu kształt odpowiedni dla broni jądrowej – dwóch otoczonych powłoką niklową półkul. Z Czelabińska-40 pluton został następnie przewieziony do Biura Konstrukcyjnego Nr 11 (KB-11) w Arzamas-16, celem montażu jako podstawowe elementy bomby atomowej. Odpowiedzialne za prace inżynieryjne i konstrukcyjne nad bombą atomową KB-11, rozwiązało wszystkie związane z tym problemy do lata 1949 roku. 29 sierpnia 1949 roku na poligonie atomowym w Semipałatyńsku dokonano pierwszej radzieckiej próbnej eksplozji bomby atomowej RDS-1, stanowiącej wierną kopię amerykańskiej bomby Fat Man.

### Program napędu jądrowego
Pierwszy radziecki reaktor atomowy F-1 uruchomiony został 25 grudnia 1946 roku. Według radzieckich źródeł, pierwsze prace nad napędem jądrowym dla okrętów rozpoczęto w Związku Radzieckim krótko po zakończeniu wojny, ale już w jej trakcie prowadzono w ZSRR dyskusje nad użyciem energii jądrowej do napędu okrętów. Jednak według Anatolija Aleksandrowa – jednego z liderów radzieckiego programu jądrowego, w 1945 roku Ławrientij Beria zakazał wszelkich prac na niedestrukcyjnym wykorzystaniem energii jądrowej: najpierw bomba, wszystko inne później. Według Aleksandrowa, kierowany przez niego instytut rozpoczął już wcześniej prace na reaktorem dla okrętów, w efekcie jednak nałożonego przez Berię zakazu, zostały one zatrzymane.
W 1947 roku, najbardziej zasłużony wówczas radziecki konstruktor okrętów podwodnych, Boris Malinin, pisał:

Okręt podwodny musi stać się podwodnym pojazdem w pełnym tego słowa znaczeniu. Oznacza to że musi spędzać znakomitą większość swojego życia pod wodą, wypływając na powierzchnię tylko w wyjątkowych okolicznościach [...] Okręt podwodny będzie najpotężniejszą bronią wojny morskiej. Jeśli przyjmuje się, że pojawienie się superpotężnych silników napędzanych intranuklearną (atomową) energią jest prawdopodobne w najbliższej przyszłości – podjęcie prawidłowej decyzji co do kierunku, w którym powinna podążać ewolucja [...] jest podstawowym warunkiem sukcesu okrętów podwodnych.

Zmarłemu w 1949 roku Malininowi nie dane było dożyć pojawienia się pierwszych okrętów z napędem jądrowym, jego prace kontynuował jednak jeden z jego asystentów – inżynier, kapitan pierwszej rangi Władimir Peregudow, który w 1952 roku został głównym konstruktorem pierwszych radzieckich nuklearnych okrętów podwodnych. Kilka lat po rozpoczęciu prac nad nuklearną siłownią, w roku 1953 bądź 1954 zainicjowano program projektowy pierwszego radzieckiego okrętu podwodnego z napędem nuklearnym. Peregudow pracował wówczas w ramach SKB-143 – jednego z centralnych biur projektowych okrętów tej klasy.
Zakaz otwartych dyskusji nad sprawami nuklearnymi został zniesiony w 1953 roku wraz ze śmiercią Stalina. W latach 1954–1955, w centralnym organie radzieckiego ministerstwa obrony – Krasnaja Zwiezda, ukazała się seria 50 artykułów poświęconych militarnym aspektom energii jądrowej, przełamujących siedmioletni okres milczenia w radzieckiej prasie na temat energii jądrowej, w tym na temat napędu nuklearnego. Artykuły te wywołały szeroką dyskusję na najwyższych szczeblach radzieckiej władzy, na temat broni jądrowej. W dyskusje te zaangażowany był także marszałek Gieorgij Żukow, w tym czasie minister obrony. Jego obojętność jednak wobec tematu, i prawdopodobna opozycja, były w późniejszym czasie cytowane jako jedne z przyczyn – choć nie decydujące – usunięcia go z Politbiura.
Reaktor wodny ciśnieniowy pierwszej generacji dla okrętów podwodnych WM-A został opracowany pod nadzorem Nikołaja Dolleżala w Instytucie Naukowo-Badawczym Inżynierii Chemicznej (NIIKchimmasz) w Zagorsku, w 1953 roku przekształconym w Instytut Naukowo-Badawczy-8 (NII-8). NII-8 kierowało programem projektu reaktora, jego systemów kontroli i bezpieczeństwa oraz systemów zabezpieczenia biologicznego okrętów. Wśród instytucji które wzięły udział w programie pierwszych reaktorów marynarki znajdowały się Zakład Budowy Maszyn Nr 92 w Gorki – odpowiedzialny za projekt stalowej obudowy reaktora, OKB-12 – systemy kontroli reaktora i systemy bezpieczeństwa, oraz Centralny Instytut Badań Naukowych Nr 45, który opracował projekt systemu wymiany ciepła. Turbiny dla reaktora zostały opracowane wspólnie przez NII-8 oraz Biuro Konstrukcyjne Pieców Zakładów Bałtyckich im. Ordżonikidze, zaś Specjalne Biuro Konstrukcyjne zakładów im. Kirowa w Leningradzie opracowało projekt pomp pierwotnego obiegu chłodziwa, jak również układ parowy turbiny.
Nadzór naukowy nad programem pierwszego reaktora napędowego sprawował Kurczatow i kierowane przez niego Laboratorium Nr 2, przekształcone do tego czasu w Instytut Energii Atomowej. Ostateczny montaż reaktorów prowadzony był przez Zakład Budowy Maszyn Nr 92 w Gorki, zaś elementy paliwa nuklearnego i wyposażenia reaktorów produkowane były w Zakładzie Budowy Maszyn w Elektrostal w Obwodzie moskiewskim.
Prezydium Politbiura zatwierdziło w końcu projekt siłowni nuklearnej opartej na reaktorach zasilanych uranem wzbogaconym do 20 procent, i w połowie lat 50. rozpoczęły się prace nad kilkoma projektami okrętów. Jednym z nich był projekt 627, określany w nomenklaturze NATO jako November.

### Strategiczny okręt myśliwski
Podstawowym zadaniem radzieckich konstruktorów i naukowców było opracowanie okrętu podwodnego z napędem niezależnym od powietrza, w konsekwencji zabezpieczonego przed detekcją przez okręty i samoloty. Mniejsze znacznie miało wyciszenie akustyczne okrętu – w Związku Radzieckim zresztą, nie opracowano dotąd podstaw teoretycznych wyciszania okrętów oraz natury rozchodzenia się fali dźwiękowej w wodzie. Biuro projektowe SKB-143 (współcześnie Malachit) pracowało w trybie 24-godzinnym nad opracowaniem projektu strategicznego okrętu myśliwskiego. Przygotowano w tym celu m.in. drewniane modele każdego przedziału w skali, wyposażone w najnowsze urządzenia opracowane w przemyśle stoczniowym oraz lotniczym. Każdy detal projektu był osobiście monitorowany przez głównego konstruktora Władimira Peregudowa. Zgodnie z pierwotnym założeniem, okrętowy reaktor obok wytwarzania niezbędnej dla okrętu energii, produkować miał także tryt dla T-15 – przenoszonej przez jednostkę olbrzymiej torpedy z głowicą termojądrową, o długości 24 metrów i średnicy 2 metrów, przeznaczonej do ataku nuklearnego na amerykańskie bazy morskie. Miała to być torpeda samodzielnie wypływająca z wyrzutni, który to sposób strzału torpedowego sam w sobie zwiększał długość wyrzutni o 2 metry. Upraszczał jednak jej konstrukcję i pozwalał na zaoszczędzenie kilku ton wagi całego systemu. Idea ta napotkała wszakże opór – jako niedorzeczna z wojskowego punktu widzenia –, gdyż termojądrowy pocisk podwodny miał dysponować zasięgiem 50 kilometrów, tymczasem amerykańska marynarka wojenna rozwinęła już w tym czasie swoje linie obrony przeciwpodwodnej w odległości 100 kilometrów od brzegu. W trakcie jednego ze spotkań z udziałem prezesa rady ministrów ZSRR Nikołaja Bułganina, głos zabrał między innymi ówczesny dowódca floty admirał Nikołaj Kuzniecow:

Ja nie rozumiem takiego okrętu podwodnego. Potrzebujemy jednostki zdolnej do zatapiania okrętów na oceanach i niszczenia nieprzyjacielskich linii komunikacyjnych. Taka potrzebuje nie jednej torpedy, lecz znacznego zapasu torped – zarówno ze zwykłymi ładunkami, jak i z głowicami jądrowymi.

W rezultacie idea wielkiej pojedynczej torpedy została zarzucona, a wyprodukowany już do tego czasu w większej części okręt został przebudowany w celu umożliwienia przenoszenia bardziej standardowego uzbrojenia. System kontroli ognia torpedowego został opracowany w NII-303 (Centralny Instytut Naukowo-Badawczy Elektropribor), systemy nawigacyjne w moskiewskim MNII-1 (obecnie Centralny Instytut Naukowo-Badawczy Agat), które odgrywało także wiodącą rolę w opracowaniu systemu zarządzania walką. NII-400 Ministerstwa Przemysłu Okrętowego (obecnie Centralny Instytut naukowo-Badawczy Gidropribor), CKB-18 (obecnie Rubin) oraz CKB-16 (obecnie część Malachitu) partycypowały w opracowaniu uzbrojenia torpedowego.
W międzyczasie pełnoskalowy badawczy okręt podwodny Narodowlec (D-2) został wyposażony w urządzenia przeznaczone do oceny możliwości przebywania przez długi czas w atmosferze szczelnego okrętu podwodnego. Służąc dla celów programu nuklearnego okrętu podwodnego, załoga jednostki przez 50 dni przebywała i pracowała w środowisku szczelnie zamkniętego okrętu.
W 1962 roku K-3 „Leninskij Komsomoł”, w cztery lata po USS „Nautilus” (SSN-571), zdobył biegun północny. W kwietniu 1970 roku K-8 zatonął w rejonie Zatoki Biskajskiej, zginęło 54 członków załogi.
Na K-27 w ramach prowadzonych eksperymentów zainstalowano dwa chłodzone ciekłym metalem reaktory jądrowe.
W 2003 w czasie holowania do stoczni złomowej zatonął K-159, w wyniku czego zginęło dwóch członków załogi.